# 조 랜프트
조 랜프트(Joe Ranft, 1960년 3월 13일 ~ 2005년 8월 16일)는 미국의 애니메이션 작가이자 성우이다. 주로 픽사와 디즈니의 작품을 다루었으며, 픽사는 스토리 부문의 총괄을 하고 있었다.
캘리포니아주의 패서디나 출신으로, 휘티어로 거처를 옮겨 성장하였다. 어렸을 때는 마술에 관심을 보여 매직 캐슬의 회원으로 활동하였으며, 존 래시터, 브래드 버드와 함께 캘리포니아 인스티튜트 오브 디 아츠에서 캐릭터 애니메이션 프로그램을 배웠다. 졸업 이후 1980년 디즈니에 입사해 작가 및 스토리보드 담당으로 활동했으며, 올리버와 친구들, 라이온 킹, 미녀와 야수 등의 작품 제작에 참여하였다. 이후 1992년 픽사에 합류해 토이 스토리, 벅스 라이프, 카 등의 작품 제작을 맡았으며, 1995년 아카데미 각본상을 수상하였다.
그 뒤 2005년 8월 16일 캘리포니아주의 멘도시노군에 있는 니비로 강 하구 부근에서 차량이 바다로 추락하는 교통 사고를 당해 세상을 떠났다.

## 출연 작품
- 카 - 레드 역
- 토이스토리 2 - 위지 역